# Marwa El-Sherbini
Marwa al-Sherbini var en egyptisk kvinna som knivhöggs till döds i en rättssal i Dresden den 1 juli 2009. Hon var målsägande i en rättegång om diskriminering, och det var den tilltalade, Alex Wiens, som dömts i en lägre instans, som angrep henne.
Wiens hade dömts för att ha kallat al-Sherbini "hora", "terrorist" och "islamist". Han dömdes senare till livstids fängelse för mordet.
Mordet föranledde protester från Egypten, och krav på att Tysklands förbundskansler Angela Merkel skulle fördöma mordet.